# Reussia granulosa
Reussia granulosa is een mosdiertjessoort uit de familie van de Bryocryptellidae. De wetenschappelijke naam van de soort is voor het eerst geldig gepubliceerd in 1925 door Canu & Bassler.